# Hednota diacentra
Hednota diacentra là một loài bướm đêm trong họ Crambidae.